# Jacinto Canek
Jacinto Uc de los Santos o José Cecilio de los Santos Uc, més conegut pel pseudònim Jacinto Canek, (San Francisco de Campeche, 1730 - Mérida, 14 de desembre de 1761) va ser un líder anticolonial indígena, considerat un «maia de pura raça». El 19 de novembre de 1761 va protagonitzar a Cisteil (pronunciat Quisteil), una rebel·lió indígena contra el domini espanyol i va morir executat després de patir tortura, al que va ser subjecte per disposició del brigadier José Crespo y Honorato, el governador espanyol de torn a la Capitania General de Yucatán.

## Orígens
Va néixer al barri de San Román, a la ciutat de San Francisco de Campeche, de l'estat mexicà de Campeche, quan formava part de la Capitania General de Yucatán. En origen va ser format per religiosos franciscans al convent major de la ciutat mexicana de Mérida; a causa del seu temperament rebel va ser expulsat i es va convertir en venedor de pa. Intel·ligent, educat i audaç, va assumir el lideratge d'un moviment espontani gestat por les condicions d'injustícia social i de submissió en què vivien els maies de l'època colonial al Yucatán.
Jacinto Uc de los Santos, més conegut com a Jacinto Canek («Kaan Ek», que en llengua maia vol dir «serp negra» o «serp de l'estel»), va prendre aquest sobrenom o coco kaba, durant la vesprada de la rebel·lió, inspirat en el nom recurrent dels governants o halach uiniks dels itzáes, els qui van constituir l'últim reducte de la població maia, que va acabar aïllada i va resistir a la conquesta espanyola durant gairebé 150 anys, fins a finals del segle xvii, a Tayasal, als voltants del llac Petén Itzá, d'on originalment havien sortit, 15 segles abans, per a poblar la península de Yucatán.

## Rebel·lió de Cisteil

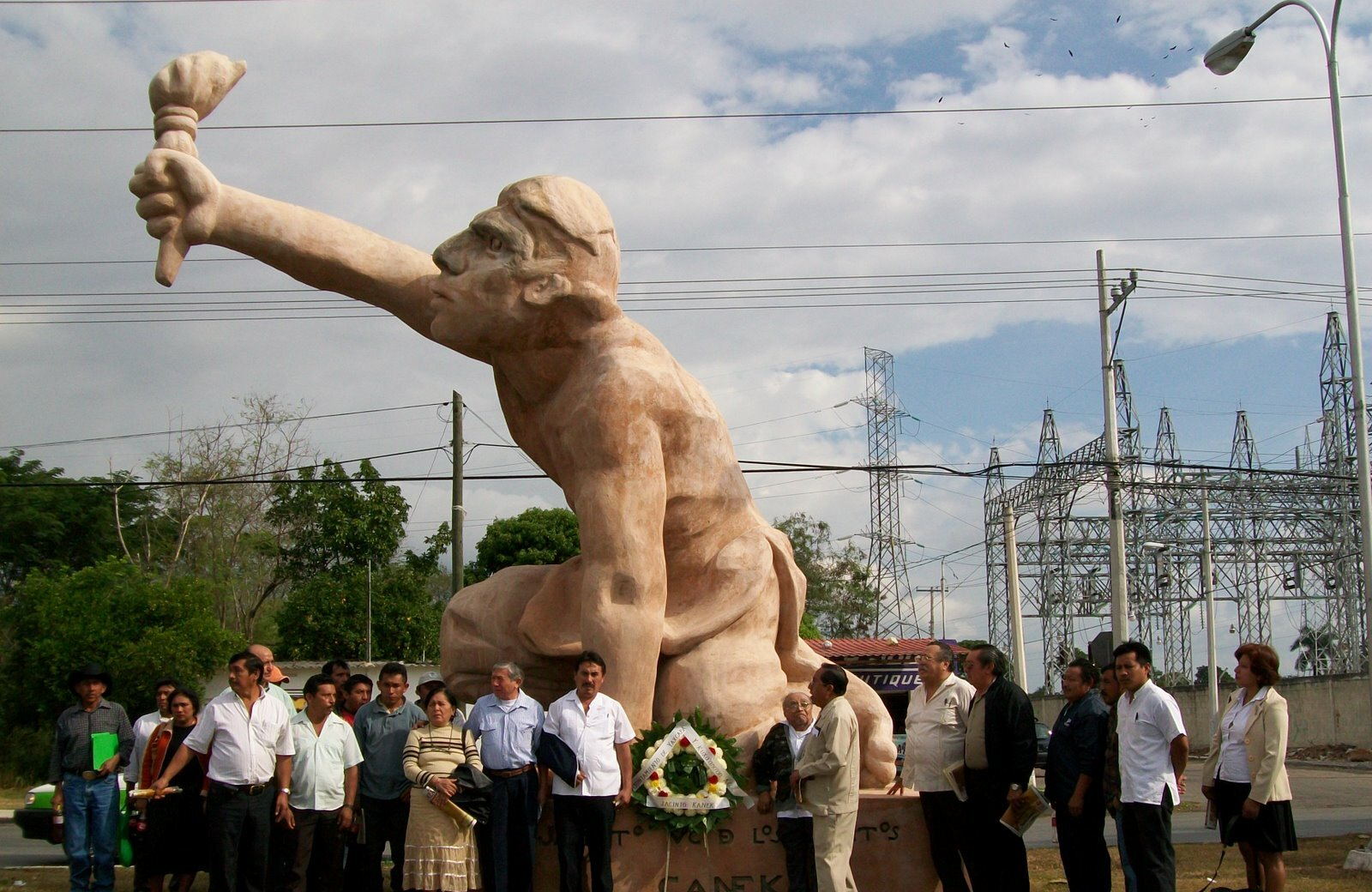
Estàtua de Canek a Mérida, Mèxic.

El 19 de novembre de 1761, després d'una festivitat popular a la població de Cisteil, prop de Sotuta, a la península del Yucatán, Canek va incitar des de l'atri de l'església a que tots els indígenes es revoltessin contra els espanyols.
| «               | Hijos míos muy amados: no sé que esperáis para sacudir el pesado yugo y servidumbre trabajosa en que os ha puesto la sujeción a los españoles; yo he caminado por toda la provincia y registrado todos sus pueblos, y considerando con atención qué utilidad o beneficio nos trae la sujeción de España [..] no hallo otra cosa que una penosa [..] servidumbre. | » |
| — Jacinto Canek | |   |

Després dels esdeveniments en el qual van morir nombrosos soldats de l'exèrcit de la Capitania General de Yucatán, i també veïns de la localitat de Cisteil, el líder maia va caure pres sent conduït a Mérida, juntament amb els altres rebels. Allà, ell i els seus companys van ser executats a la plaça pública el 14 de desembre -menys d'un mes després de la revolta-, després d'un judici sumari, sent acusats de rebel·lió i actes sacrílegs, ja que es va dir que Canek havia sostret la indumentària de la Mare de Déu de l'església de Cisteil per a coronar-se rei dels maies, gest que es va dir que s'havia confirmat per les versions dels testimonis maies que van ser ajusticiats simultàniament, prèvia confessió obtinguda sota tortura.
L'any 1849, l'escriptor Justo Sierra O'Reilly va escriure en el seu periòdic El Fénix: 
| « | Se le hace pasar un suplicio de los más horrorosos que se leen en la historia, quemándose su cadáver y arrojando al aire sus cenizas; sus ocho compañeros fueron ahorcados dos días después y otros cien infelices fueron condenados a sufrir la durísima pena de doscientos azotes y la pérdida de la oreja derecha. | » |

Tot això amb el clar propòsit que les penes servissin d'escarment a la població maia de tota la regió. En aquells moments, la població blanca de Yucatán vivia atemorida per les constants temptatives de rebel·lió per part dels maies conquerits al segle xvi i sotmesos des d'aleshores pels seus dominadors. Posteriorment a l'execució, el poble de Cisteil, íntegrement, va ser arrasat i incendiat per les tropes virregnals i finalment cobert de sal «per a perpètua memòria de la seva traïció».
Aquest esdeveniment va ser, en certa forma, preludi del que succeiria un segle després, al 1847, quan s'inicià la Guerra de Castes a Yucatán i que no seria conclosa fins seixanta anys més tard. Els successos van ser plasmats literàriament a l'obra denominada Canek de l'escriptor local Ermilo Abreu Gómez.